# Australské Alpy
Australské Alpy (anglicky Australian Alps) jsou nejvyšším pohořím Austrálie (kontinentu). Nachází se v jihovýchodní části země a leží na území teritoria hlavního města Austrálie, jihovýchodní části Nového Jižního Walesu a východní části Victorie. Jedná se o jediné australské pohoří jehož vrcholové části přesahující nadmořskou výšku 2 000 m. Nejvyšším vrcholem je Mount Kosciuszko s nadmořskou výškou 2 228 m.

## Geografie
Australské Alpy jsou součástí Velkého předělového pohoří, které se táhne od severního Queenslandu po centrální Victorii v celkové délce přes 3 000 kilometrů. Pohoří tvoří rozvodí řek na řeky a potoky vlévající se na východ do Tichého oceánu a řeky a potoky tekoucí do vnitrozemí, spadajících do říčního systému řeky Murray či dalších toků.

### Členění
- severní část Australských Alp ležící ve státě Nový Jižní Wales se nazývá Sněžné hory
- jižní část pohoří ležící ve státě Victoria se nazývá Viktoriánské Alpy[2]